# Antoine-Pierre IX. Hassun
Antoine-Pierre IX. kardinal Hassun, armenski duhovnik, škof in kardinal, * 15. junij 1809, Konstantinopel, † 28. februar 1884, Rim.

## Življenjepis
7. junija 1842 je bil imenovan za soupraviteljskega nadškofa Istanbula in za naslovnega nadškofa Anazarbusa; 19. junija 1842 je prejel škofovsko posvečenje. 2. avgusta 1846 je postal polni nadškof.
14. septembra 1866 je bil imenovan za patriarha Kilikije; 12. julija 1867 je bil potrjen in junija 1881 je odstopil s položaja.
13. decembra 1880 je bil povzdignjen v kardinala Rimskokatoliške Cerkve in imenovan za kardinal-duhovnika Ss. Vitale, Valeria, Gervasio e Protasio.